# Robiquetia wassellii
Robiquetia wassellii är en orkidéart som beskrevs av Alick William Dockrill. Robiquetia wassellii ingår i släktet Robiquetia och familjen orkidéer. Inga underarter finns listade i Catalogue of Life.